# Sarazm
Sarazm è una città del Tagikistan occidentale, vicino al confine con l'Uzbekistan, nella regione  di Suǧd. Nelle vicinanze della città si trovano i resti dell'antico centro urbano, iscritti nella lista dei Patrimoni dell'umanità.